# Kocsi gyepek
Kocsi gyepek este o arie protejată (arie specială de conservare — SAC, sit de importanță comunitară — SCI) din Ungaria întinsă pe o suprafață de 47,25 ha, integral pe uscat.

## Localizare
Centrul sitului Kocsi gyepek este situat la coordonatele 47°35′00″N 18°13′09″E / 47.583333°N 18.219167°E.

## Înființare
Situl Kocsi gyepek a fost declarat sit de importanță comunitară în mai 2004 pentru a proteja 1 specie de animale. Situl a fost protejat și ca arie specială de conservare în februarie 2010.

## Biodiversitate
Situată în ecoregiunea panonică, aria protejată conține 1 habitat natural: Pajiști stepice panonice pe loess.
La baza desemnării sitului se află o specie protejată de  mamifere: popândău comun (Spermophilus citellus).
Pe lângă speciile protejate, pe teritoriul sitului au mai fost identificate 14 specii de plante, 3 specii de păsări, 2 specii de reptile.